# Résolution 842 du Conseil de sécurité des Nations unies
Membres permanents
- Chine
- États-Unis
- France
- Royaume-Uni
- Russie

Membres non permanents
- Brésil
- Cap-Vert
- Djibouti
- Espagne
- Hongrie
- Japon
- Maroc
- Nouvelle-Zélande
- Pakistan
- Venezuela

Résolution no 841 Résolution no 843
La résolution 842 du Conseil de sécurité des Nations unies, adoptée à l'unanimité le 18 juin 1993, après avoir réaffirmé la résolution 743 (1992) concernant la Force de protection des Nations unies (FORPRONU) et la résolution 795 (1992) autorisant sa présence en république de Macédoine, s'est félicité d'une augmentation du nombre de soldats  de maintien de la paix dans le pays.
La résolution salue l'annonce des États-Unis de déployer 300 soldats supplémentaires en Macédoine d'ici juillet 1993, aux côtés des 700 soldats scandinaves déjà présents dans le pays.

## Voir également
- Dislocation de la Yougoslavie
- Guerres de Yougoslavie